# Milford (Nueva Jersey)
Milford es un borough ubicado en el condado de Hunterdon en el estado estadounidense de Nueva Jersey. En el año 2010 tenía una población de 1.233 habitantes y una densidad poblacional de 385,31 personas por km².

## Geografía
Milford se encuentra ubicado en las coordenadas 40°34′10″N 75°5′39″O / 40.56944, -75.09417.

## Demografía
Según la Oficina del Censo en 2000 los ingresos medios por hogar en la localidad eran de $54,519 y los ingresos medios por familia eran $62,167. Los hombres tenían unos ingresos medios de $46,500 frente a los $31,765 para las mujeres. La renta per cápita para la localidad era de $25,039. Alrededor del 3.7% de la población estaba por debajo del umbral de pobreza.